# Jeanne Aubert
Pour les articles homonymes, voir Aubert.
Ne doit pas être confondu avec Jeanne Aubert-Gris ou Jane Aubert-Krier.
 (janvier 2024).
Si vous disposez d'ouvrages ou d'articles de référence ou si vous connaissez des sites web de qualité traitant du thème abordé ici, merci de compléter l'article en donnant les références utiles à sa vérifiabilité et en les liant à la section « Notes et références ».

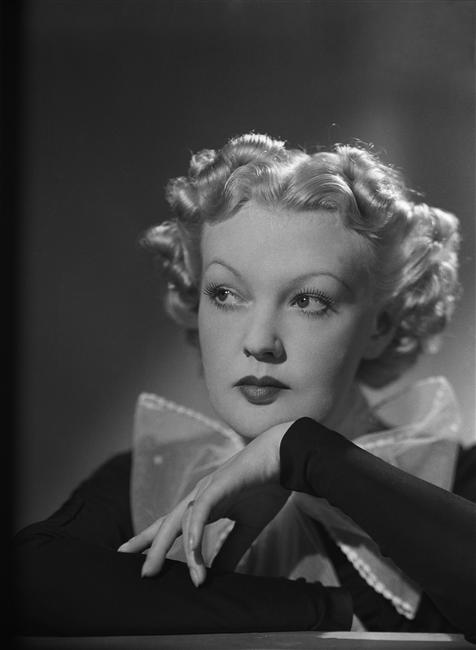
Jeanne Aubert en 1938 (photo studio Harcourt)

Jeanne Aubert est une comédienne et chanteuse française née le 21 février 1900 à Paris 10e et morte le 6 mars 1988 à Coubert, en Seine-et-Marne.

## Biographie
De son vrai nom Jeanne Perrinot, elle naît  à Paris (10e arrondissement) le 21 février 1900, fille d'Augustine Marguerite Perrinot et de père inconnu.
Après avoir confectionné des fleurs artificielles, elle débute dans les revues de music-hall des Folies Bergère, de l'Apollo, du Moulin-Rouge et de l'ABC, avant de fouler les scènes des Variétés,  de l'Édouard-VII et du théâtre Michel, où elle remplace au pied levé une des premières vedettes dans Paris ou le Bon Juge. Le succès qu’elle y obtient lui procure une série d’engagements à Bordeaux, Lyon, Liège, etc., mais aussi à l'étranger. Mme Rasimi en fait une de ses principales interprètes au Teatro Ópera de Buenos-Aires.
Après une revue à La Cigale, elle joue l'opérette viennoise à Lyon. Oscar Dufrenne et Henri Varna l’engagent au Concert Mayol où sa chanson, Si tu vois ma tante, lui vaut chaque soir de nombreux applaudissements. Son jeu, très fantaisiste et très personnel dans sa scène des désaxées et celle de la jeune fille à marier, la fait comparer à Mistinguett. Elle donne un tour de chant au cabaret l'Abbaye de Thélème, place Pigalle et devient l'une des interprètes préférées de Rip. Parmi ses chansons les plus connues, on peut citer Sur la butte de José Padilla) et [Mon cul]... sur la commode, sur une musique de Moisés Simóns.
Mariée à un richissime américain, Nelson Morris, héritier du « roi du corned-beef », elle se produit durant trois ans à Londres dans Anything Goes. Elle joue aussi dans d'autres comédies musicales à Broadway de 1926 à 1933.
En 1934, à Hollywood, elle tourne deux films musicaux en vedette : The Gem of the Ocean de Roy Mack, un court-métrage de 20 minutes et Mysterious Kiss. En France, elle tourne six longs métrages les deux années suivantes : Les Époux scandaleux de Georges Lacombe, Une femme qui se partage de Maurice Cammage, La Souris bleue de Pierre-Jean Ducis avec Henry Garat, Passé à vendre de René Pujol, Le Grand Refrain de Robert Siodmak et À nous deux, madame la vie de René Guissart et Yves Mirande.
Au théâtre des Nouveautés, elle joue dans diverses revues et joue également aux Folies-Bergère dans Madame la Folie avec le comique Dandy (1938) et aux Bouffes-Parisiens dans Boléro (1941), sans abandonner le cinéma où elle tourne Mirages d'Alexandre Ryder (1937) et La Belle de Montparnasse de Maurice Cammage (1937). En 1942, au théâtre Mogador elle est, plus de 600 fois, La Veuve joyeuse de Franz Lehár, mise en scène par Henri Varna, avec Jacques Jansen.
En 1957, elle revient au cinéma dans un film de Marc Allégret, L'amour est en jeu, suivi, la même année, de Sénéchal le magnifique de Jean Boyer, puis de Les croulants se portent bien du même réalisateur en 1961, Les Ennemis d'Édouard Molinaro en 1962, et Un monde nouveau de Vittorio De Sica en 1966. Entre-temps, elle joue, en 1965, au théâtre du Gymnase, dans Après la chute d'Arthur Miller, mise en scène par Luchino Visconti.
Dans les années 1970, on la voit encore dans de petits rôles dans les séries télévisées Les Saintes Chéries et Madame êtes-vous libre ?
Elle se retire dans une maison de retraite de Coubert, en Seine-et-Marne, et meurt le 6 mars 1988. Elle est inhumée au cimetière parisien de Pantin (16e division).

## Théâtre
- 1925 : Très excitante !, revue de Léo Lelièvre, Henri Varna, Fernand Rouvray, Concert Mayol, 10 janvier 1925 avec Peggy Vere et Yane Exiane[6].
- 1936 : Tout va trop bien revue de Rip, théâtre des Nouveautés
- 1937 : V'la le travail revue de Rip, théâtre des Nouveautés
- 1939 : Entre nous revue de Rip, théâtre des Nouveautés
- 1942 : La Veuve joyeuse opérette en trois actes de Franz Lehár, livret Victor Léon et Leo Stein, théâtre Mogador
- 1956 : Le Prince endormi de Terence Rattigan, mise en scène Georges Vitaly, théâtre de la Madeleine
- 1962 : Les hommes préfèrent les blondes de Anita Loos, mise en scène Christian-Gérard, théâtre des Arts
- 1965 : Après la chute (After the Fall) d'Arthur Miller, mise en scène de Luchino Visconti, Théâtre du Gymnase

## Filmographie

### Cinéma
- 1920 : Être aimé pour soi-même de Robert Péguy

- 1928 : La Possession de Léonce Perret
- 1933 : The Gem of the Ocean (court métrage) de Roy Mack
- 1935 : Les Époux scandaleux de Georges Lacombe
- 1935 : Quand on s'est aimé d'amour (court métrage, chanson filmée)
- 1936 : Passé à vendre de René Pujol
- 1936 : Une femme qui se partage de Maurice Cammage
- 1936 : La Souris bleue de Pierre-Jean Ducis
- 1936 : Le Grand Refrain d'Yves Mirande
- 1936 : Les Coulisses du disque (court métrage)
- 1937 : La Belle de Montparnasse de Maurice Cammage
- 1937 : Mirages ou Si tu m'aimes de Alexandre Ryder
- 1957 : L'amour est en jeu de Marc Allégret : Mme Brémont
- 1957 : Sénéchal le magnifique de Jean Boyer
- 1961 : Les croulants se portent bien de Jean Boyer
- 1962 : Les Ennemis d'Édouard Molinaro
- 1965 : Un monde nouveau de Vittorio De Sica

### Télévision
- 1967 : Au théâtre ce soir : Bon appétit, Monsieur de Gilbert Laporte, mise en scène Alfred Pasquali, réalisation Pierre Sabbagh, théâtre Marigny

## Chansons
- 1927 : M'sieur, prenez-moi

- 1927 : Place Blanche
- 1928 : Si tu vois ma tante
- 1935 : Tiens moi bien contre ton cœur
- 1935 : Blow, Gabriel, Blow
- 1936 : C'est une petite étoile
- 1936 : Si tu reviens
- 1936 : Dans un coin de Paname
- 1936 : Dans les bras d'un matelot
- 1936 : Bonjour, bonsoir
- 1937 : Le Cul sur la commode
- 1937 : Le Long des fils télégraphiques
- 1937 : Je ne sais faire qu'une chose
- 1937 : Si tu m'aimes comme je t'aime
- 1938 : Mieux que personne
- 1939 : Le Zouave de ma grand-mère
- 1939 : C'est pour les femmes
- 1939 : Ne me dis pas merci